# 同級生2
『同級生2』（どうきゅうせい2）は、1995年1月31日にエルフから発売された、18禁のゲームである。ジャンルは恋愛アドベンチャーゲームである。パソコンでヒットを出し、その後さまざまな機種に移植されている。1992年に発売された『同級生』の続編である。タイトル画面にはHere is the only your springtime of life.という副題も表示されている。なお、外伝『卒業生』についても当項にて記述する。
2024年6月28日には、リメイク版『同級生2リメイク』がFG REMAKEより発売。

## 概要
前作『同級生』に引き続き、シナリオ・ゲームデザインをエルフ社長である蛭田昌人、キャラクターデザイン・原画を竹井正樹が担当している。
本作は、前作以上にドラマ性が非常に強いゲームとして発売された。それがユーザーに歓迎された反面、難易度が高くなっている。ターゲットにした女の子にはそれぞれ個別のシナリオが用意されている。本人、あるいはその女の子に関係する人物と会話をすることでシナリオが進み、少しづつ二人の仲が恋愛へと進展していく恋愛アドベンチャー。
物語の舞台となる時期設定については、前作が夏だったのに対し、本作は冬になった。前作と同じく12月16日から1月6日までの3週間が舞台となっているが、冬休みが始まる12月22日までの1週間は下記のプロローグにあたり、本編の日数は実質1週間短縮されている。前述の難易度の高さも、この日数短縮による所が大きい。
前作では自由度が高い反面、何をどうプレイしたら良いのかわからないプレイヤーが続出したことから、本作では単純なコマンド総当たり型アドベンチャー方式の「プロローグ」が挿入され、主要キャラクターと移動先が紹介されるようになった。
ゲーム中には時間の概念があり、建物への出入りや、電車での移動、などのイベントによって一定の時間が経過する。女の子とのデートなど、約束をした場合は時間を守らなければならないし、特定の時間にしか現れない女の子もいる。
本編には広大なマップを移動することが嫌という人向けに、マップ全体を縮図で捉え、行きたい場所をクリックするだけで即座に到達できる「縮小マップ移動」が導入されている。また、前作では自室で寝ると必ずセーブされると共にゲーム内時間が8時間経過していたが、本作ではセーブかロードを選べる上、セーブ箇所も最大5か所まで増やされており、寝る時間も1時間から8時間の間で選べるなど、細部のシステム調整が施されている。
エンディング前の告白部分にも手が加えられた。前作では主人公からヒロインに告白するパターンだけだったが、本作では攻略の進め方次第でヒロインから主人公に告白するパターンも発生するようになった。なお、ヒロインからの告白は、1人を除いた全員を主人公の選択で断れるようになっている。
なお、タイトルこそ『同級生2』となっているが、主人公と同級生ではないヒロインが多く登場する点は前作と同様である。

## キャラクター
声優名はSS版/PS版/OVA版/OVA版卒業生/ラジオドラマ版/サントラCD収録のミニドラマ版/リメイクの順（Win 95版/DMM版/FX版は非公表）。未登場及び声無しは「-」で表記。年齢はDOS版当時のもの（FX版およびWin 95版ではソフ倫の規制改正のため、設定なし）。

### 主人公
ゲーム版（デフォルト）：りゅうのすけ（姓不明。SS版のみ「竜之介」で固定） / OVA版：近藤 誠（こんどう まこと） / ラジオドラマ版：沖田 等（おきたひとし）
声：OVA版：菊池正美 / ラジオドラマ版：鳥海勝美 / ミニドラマ版：関智一
八十八学園（やそはちがくえん）創立以来の問題児として町内で有名な人物である。自己中心的で女好き、型破りな性格、正義感と腕っ節が強い設定である。前作の主人公たくろうの内容をほぼそのまま踏襲しており、前作の登場人物で引き続き登場した田中美沙からもそっくりだと評されている。幼少時に母を病で亡くした父子家庭の高校3年生。父は考古学者で常に海外を飛び回っている。現在は母子家庭で同級生の鳴沢親子と同居している。唯に対しては素っ気ない態度を取っているが、本音は愛しく思っており、とても大切にしている。OVA版『卒業生』では外出・外泊しており出番は余りなく、第2話に登場した時も台詞はない。

### 主人公と同級生のヒロイン
鳴沢 唯（なるさわ ゆい）
声：松下美由紀 / 同左 / 橘ひかり / 村井かずさ / 橘ひかり / 長谷川洋子 / 秋野花
本作品のメインヒロインで、主人公の妹分にあたる。一人称は「唯」である。美佐子の連れ子にあたり、主人公との血縁関係はないものの、同い年の主人公を「お兄ちゃん」と呼んで慕っている。早くに父親を亡くしたために、10年前の8歳の時から母親と共に主人公と同居している。以前は別の女子校へ通っていたが、主人公を慕う一心で八十八学園へ転入し、同級生となった。将来は看護婦を目指している。学校の成績は良い。
ゲーム版では友美やいずみのことを「ちゃん」付けで呼ぶのに対し、OVA版では「さん」付けで呼んでいるが、OVA版『卒業生』ではゲーム版同様の呼び方。三四郎とみゆきの恋愛を手助けする形で登場する。
水野 友美（みずの ともみ）
声：矢島晶子 / 同左 / 石津彩 / 熊谷ニーナ/ - / 吉田悠希 / よもぎかすみ
主人公の隣の家に住む幼馴染にして同級生。医療機器メーカーの社長の娘だが、幼少期には虐められ辛い経験を持っている。成績優秀・スポーツ万能・クラス委員長と絵に描いたような優等生でもある。表にはあまり出さないが、短気で自尊心が高い反面引っ込み思案な所もあり、泣き虫。将来は薬剤師を目指している。いずみとは親友だがOVA版では描写されていない。黒く太いフルフレームが目立つ眼鏡がチャームポイント。芳樹のことを遠回しに嫌う理由を、主人公は友美自身に問題があるためと考える。
なお、主人公とのセックスシーンでは立ち絵より遥かに髪が長くなっているが、これは前作の正樹夏子などでも見られたように、竹井正樹がワンレングスのヒロインを描く際の癖。竹井曰く、描いた後になって「しまった」と後悔するも、絵的にはしっくり来るのでそのまま通してしまうとのこと。
ゲーム版では芳樹と主人公の関係に疑心暗鬼になるが、OVA版やOVA版『卒業生』ではそれほどではない。
篠原 いずみ（しのはら いずみ）
声：折笠愛 / 同左 / 伊藤美紀 / - / - / 本村真生 / 鶴屋春人
TVCMでも有名な工業会社・篠原重工の社長令嬢。弓道部に所属しており、ショートカットヘアでボーイッシュな性格。また、活発で物事をハッキリ言う。機嫌が良い時は無意識の内に爪を噛んでしまう癖を持つ上、背が低いことにコンプレックスを持っており、主人公によくからかわれては「いつか刺してやる」と返している。主人公との悪友のような関係がいつしか彼への想いに変わるが、親友の友美の想いも自分同様であることを知っているため、彼女を傷付けたくない一心から悩む。温泉旅行中の主人公とのセックスは挿入を試みるも痛くて途中で止めてしまい結ばれなかった。そのため作中では処女のまま。
多忙を理由にほとんど登校してこない可憐については、彼女に一歩及ばない自らの容姿やプロポーションを気にしているためもあり、良く思ってはいない。設定の由来は、漫画『機動警察パトレイバー』の登場人物・泉野明と篠原遊馬。
OVA版では、友美ではなく唯と親友同士。誠との距離がかなり縮まるが、唯の想いを知り、身を引くこととなる。ゲーム版と違い、お嬢様という面はほとんど出ていない。
舞島 可憐（まいじま かれん）
声：高田由美 / 同左 / 矢島晶子 / 同左 / 同左 / 長沢美樹 / 和央きりか
8歳の時に芸能界入りして以来トップアイドルの座にいる少女。その端麗な容姿ゆえに、髪型や服装を真似するファンが多数出ている。また、その収入で「可憐御殿」と呼ばれる豪邸に住み、リムジンで通学するなどのお金持ちでもあるが、そういったことを鼻に掛けない謙虚な性格をしている。多忙でほとんど登校できないために友人付き合いにも乏しく、学園内でも周囲には一歩引かれた目で見られてしまうが、それを一切気にしない言動で接してくる主人公に惹かれてゆく。
竹井正樹曰く当初の設定ではトップアイドルではなく、最後の足掻きでヌードグラビア撮影に挑む落ち目アイドル兼コンビニ娘だったとのこと。本編で主人公とのセックスを迎える当日のイベントは、その名残。また、みのりとの繋がりも存在したが、それについては該当項目を参照。
OVA版では第1章のヒロインであり、主人公が初めて肉体関係を結ぶ相手となる。OVA版『卒業生』では唯と共に、三四郎とみゆきの恋愛をサポートする形で活躍する。
セガサターン版では非処女で、主人公と結ばれる直前にその事を告白する。相手は芸能界の仕事絡みだったとの事で、決して本意ではなかった模様。その為、自分の身体が汚れていると気にしている。
OVA版では授業中、椅子の下に設置したカバンに仕込んだカメラでスカートの中を撮られまくっている。
加藤 みのり（かとう みのり）
声：浅田葉子 / 同左 / 佐藤美佳子 / - / 同左 / 茂呂田かおる / 姫川あいり
とにかく口数が少なく目立たない上、牛乳瓶の底のようなグリグリ眼鏡に髪型も硬めのお下げという地味な少女。これは「ちゃらちゃらした男」が嫌いなために故意で行っており、眼鏡を外して髪を解くと別人のような美少女となる。その別人となった姿で「鈴木ひろ子」と名乗り、学園には内緒でコンビニ店員として、家計を支えるべくアルバイトに勤しんでいる。店では主人公以外の男達からも頻繁に言い寄られており、自分の外見だけに惹かれて寄ってくる男達に対する不信感をより強めていた模様。
企画当初は、ひろ子の容姿が可憐という設定。つまり、可憐のもう1つの顔がみのりという設定だった。また竹井正樹曰く、ひろ子の姿とみのりの姿で個別にセックスシーンを用意する予定だったが、後者はスケジュールの都合で没になったとのこと。
PS版では、ひろ子とみのりで個別のデートイベントが用意されている。
『卒業生』ではゲーム版でもOVA版でも、三四郎のことを頼りにしている模様。
南川 洋子（みなみかわ ようこ）
声：中村尚子 / 菊池いづみ / - / 木藤聡子/ - / 中村貴子 / 夏樹柑菜
バイク屋の一人娘。学園には内緒でバイク通学を行っているほどのバイク好き。筋を通すことを良しとする硬派な不良である一方、恋愛に関しては純情で、独占欲も強い。長い髪を特徴としており、主人公の選択次第では物語の終盤で髪を切る。
セックスがエンディング成立の必須フラグになっており、これを満たすと他ヒロインとのフラグが先に成立していても全てが無視され、シナリオの終盤に妊娠を告白されて強制的にできちゃった結婚エンディングとなってしまう。これはセックスからキスに置換されたPS版でも同様だが、SFC版のみ変更されている。
竹井正樹曰く、いつも乗り回しているバイクはハーレーダビッドソンがモデル。また、髪の色は設定が起こされた時点では本編同様に赤だったが、一部の原画のみ青に着色されている。これは、竹井が洋子のことを同じくキャラクターデザインを担当した他社作品『卒業 〜Graduation〜』のヒロインの1人・新井聖美のそっくりさんとするお遊びを交えながら、原画作業を行っていたため。
杉本 桜子（すぎもと さくらこ）
声：深雪さなえ / 同左 / 今井由香 / 浅田葉子 / 同左 / 高萩晴子 / 小倉結衣
重病を患ったため、3年前から長期入院している少女。性格は極めておとなしく、優しい。本来なら八十八学園に通い、主人公の同級生となる予定だった。窓からの景色しか目にできず、ターボという名の小鳥だけが友達の寂しい闘病生活を過ごしていたある日、ひょんなことから主人公と出会う。
背景である病院の窓に桜子が映っている時にクリックすることで現れる仕組みであり、DOS版発売当時は隠れキャラクター扱いだった。
その際、DOS版ではキャラクターはカラーであるのに対し背景はモノクロであるため、気付くのは難しくない。しかし、DOS版以外ではCD-ROMの採用で容量に余裕ができたために背景もカラーとなったため、知らずにプレイすると気付くのは難しくなっている。
OVA版では主人公のクラス名簿に名前があるが、長期欠席で除籍中の扱いにされている。OVA版『卒業生』では、水着姿や制服姿を披露し、みゆきを勇気付けたりする。

### 主人公と同級生でないヒロイン
鳴沢 美佐子（なるさわ みさこ）
声：田中敦子 / 同左 / 井上喜久子（第9章以降は山田美穂） / 山田美穂 / 井上喜久子 / - / 葵時緒
唯の母親で主人公の母親代わり。10年前に夫を亡くして困っていた所、大学時代の知り合いである主人公の父親に頼まれ、主人公一家と同居。主人公の母が存命時に自宅で開いていた喫茶店を、住み込みで受け継ぐことになった。主人公の家の一階が喫茶店になっていて、美佐子は一人で店を切り盛りしている。
今でも亡き夫のことを愛しており、最愛の人が覚えている自分と出来るだけ同じ姿でいたいから、髪型を変えないでいる。その為、貞操概念は強く、SEX経験は亡き夫のみ。
Hシーンでは一晩だけセックスをする約束で主人公に抱かれる。その際、主人公に嫌われる為に汚れた大人を演じている。
開発当初は主人公の父親の再婚相手、つまり義母（継母）という設定だったが、「インモラルすぎる」との理由でただの同居人になった。
主人公の父に対して密かな好意を抱いている一方、主人公を預けていったことには不満を感じており、ストレスが溜まると深夜に自棄酒を煽ることもある。
OVA版では学生時代から主人公の父に想いを寄せており、彼が親友のために美佐子から身を退いていたことが明らかになる。唯のエンディングでは主人公の父と結ばれ、ダブル結婚式を行う。
OVA版では40歳と設定されたが、その若々しさから有友に唯の姉と間違えられるシーンが存在する。SFC版では攻略不可。PS版では攻略自体は可能だが、エンディングの内容が変更され主人公と結ばれずに終わる。ゲーム内では杉本 桜子との同時攻略が必須で、唯との同時攻略は不可。
OVA版『卒業生』では、三四郎の目の前で風でスカートが捲られるサービスショットがある。
都築 こずえ（つづき こずえ）
声：吉田古奈美 / 同左 / 柳原みわ / 同左 / - / 柳原みわ / 東雲りあ
八十八学園1年生。図書委員でテニス部所属。噂で聞いた主人公の武勇伝に憧れるなど、少し変わったところがある。また、喜怒哀楽が激しく落ち着きの無い多少わがままな性格の上、童顔で幼児体形。私服の好みもロリータ系で、性格もかなり幼稚。自分のことを「こずえ」と呼び、「こずえ、感激です！」が口癖。
自己紹介では兄が1人いると話しているが、本編には登場しない上、のちのイベントでは1人っ子とも言及している。唯シナリオでは西御寺にたらし込まれて主人公をおびき出すのに利用されるため、唯との同時攻略が不可能となっている。
OVA版では両親が離婚済みであり、父親と一緒に暮らしている。
片桐 美鈴（かたぎり みれい）
声：勝生真沙子 / 同左 / くればやしたくみ / - / - / 久末絹代 / 北見六花
主人公のクラス担任で、現代国語と古文を受け持っている。その美しさから、男子生徒の人気は高い。八十八町のマンションに一人暮らし。3年生の冬休みになっても進路が決まらない主人公のことを終始気にかけていて口を出してしまう。
教え子達には明かしていないが、美術大学の助教授を務めている35歳の彼氏がいる。自分が教師であることに誇りを持っているが、それが原因で彼氏との間で軋轢が生じており、結果的には主人公とのシナリオが一気に進むきっかけとなる。彼氏に振られて酔い潰れていたところを主人公にラブホテルで介抱されたが、酔った勢いで教え子である主人公とセックスをしてしまう。
OVA版では授業中のシーンで登場するだけで見せ場らしい見せ場も無いが、OVA版『卒業生』とPS版やSFC版では、水着姿を披露する。SFC版では攻略不可で彼氏も登場せず、恋が終わりを迎えたことを窺わせる描写だけが残されている。
野々村 美里（ののむら みさと）
声：水沢潤 / 同左 / 安達まり / 同左 / - / - / 大宮若葉
八十八町のバス会社「入梅興業」の社員で、バスガイドを務めている。美鈴と同じマンションの208号室に一人暮らしだが、お互いに面識は無い。恋愛には普通を求める一方、実は刺激を求めるタイプで男性経験は豊富。また、セックスは普通に好きで気に入った相手や好みのタイプから誘われれば誰とでもセックスをしていたが、嫌いな相手や好みとは違う苦手なタイプに無理やり抱かれてもその相手の事を好きになるので、本当に好きになった恋人としかセックスをしない事にしている。
既に肉体関係を持った大学生の彼氏とは毎週休日にデートをしている。最近は刺激の無いマンネリなデートが多いため倦怠期を迎え、身体が新しい刺激を求めている。私服で着ているセーターは前の前の前の彼氏からプレゼントに買って貰った。
主人公達が「冬至温泉」へ旅行に行く際、バスガイドとして同乗したことをきっかけに、彼氏よりも野生的で刺激的な雰囲気を持つ主人公に徐々に心惹かれる。最終的に今まで付き合っていた大学生の彼氏に新しく好きな人ができた事を告げ、あっさりと一方的に別れると主人公と本格的に交際を始める。
EDでは学校を卒業した日から主人公と二人で同棲生活を始め、芸術の才能に目覚めた主人公の専属モデルとして活躍し、付き合い始めてて8年後に幸せな結婚式を挙げる。
竹井正樹曰く、「髪型が間違っている」とのことだが、どういう意味なのかは不明。
OVA版では自分の浮気が原因で彼氏とは別れ、傷心旅行気分を味わう為に老人会のツアーの仕事を請けているという設定になっている。同行先の露天温泉で主人公との混浴中に甘い言葉に流されて、失恋を慰めてもらう形で青姦へ至る。が、その行為は周囲に丸聞こえだったので他の宿泊客に気付かれている。それ以外に見せ場らしい見せ場は無く、OVA版『卒業生』にもバスガイドとして登場するが顔見せ程度。SFC版では攻略不可。
田中 美沙（たなか みさ）
声：こおろぎさとみ / 同左 / 同左 / - / こおろぎさとみ / 小野寺麻理子 / 猫村ゆき
前作から唯一引き続いての登場。現在は体育大学の2回生で、大学寮住まい。前作の主人公と一旦は結ばれたものの、その後に喧嘩別れとなってしまい、現在はフリー。傷ついた心を癒すべく、親友の鈴木美穂が転居した八十八町を訪れたところ、駅前にて主人公と出会う。前作の主人公と酷似したタイプの主人公には困惑しながら、急速に惹かれていく。
前作の主人公との恋愛経験や2年の歳月を経て人間的に成長を遂げた分、性的にも前作より大胆なキャラクターとなったが、プロポーションはむしろスレンダーになっている。スポーツ万能は前作同様で、主人公とテニス勝負を行なう。
OVA版では季節がゲーム版と違って夏のため、テニスウェア姿の他に水着姿も用意されている。原作同様テニス対決の後に『2』の主人公に抱かれるが、直後に前作の主人公とよりを戻すという結末になっている。OVA版『卒業生』には未登場。SFC版では選択肢によってはテニスではなく駆けっこでの勝負になる。
安田 愛美（やすだ あずみ）
声：山田美穂 / 同左 / - / 菊池いづみ / - / - / 鈴谷まや
八十八町の保育園「聖・花園保育園」の保母。身体は普通に大人である反面、顔立ちは極めて童顔。母性的な人物で、一旦惚れた相手には命まで捧げたくなるほど情熱的かつ献身的な恋愛感も持っているが、過去にそれが災いした失恋経験を持つことから、男性に対しては臆病かつ疑い深くなっている。天道 新幹線（後述の体育教師）には一目惚れされており、彼に追い回される日々の中、主人公と出会う。詰めを誤るとEDで天道 新幹線と結ばれる。
蛭田昌人曰く本作のヒロインで最も気に入っているとのことだが、竹井正樹曰く最も描き辛かったとのこと。
OVA版『卒業生』には、1カットのみ登場。SFC版では攻略不可。
永島 久美子（ながしま くみこ）
声：かないみか / 同左 / 本井えみ / 同左 / 同左 / - / 飴川紫乃
主人公達が温泉旅行で泊まった旅館「永島旅館」の一人娘。世間知らずで子どもっぽい。都会から来た一行に憧れて家出した後、主人公の元へ転がり込む。雪国育ちから寒さには慣れている。また、8歳の時に父親を亡くしたことから寂しがり屋で、就寝時にはぬいぐるみを欠かさない。
永島 佐知子（ながしま さちこ）
声：滝沢久美子 / 同左 / 山口由里子 / 同左 / - / - / 風花ましろ
永島旅館の5代目女将で、久美子の母親。娘に対して過保護になっているところがある。露天風呂で偶然主人公に裸を見られてしまうも全く動じない一方、都会とそこに生きる男達にはかなりの偏見を持っている上、久美子を心配するあまり自分の身体すら犠牲にしようとする。
亡き夫に操を立てているが、旅館存続のため、定期的に夜這いをしてくる村人や宿泊客に何度も抱かれたことがある。
OVA版での出番はわずか。OVA版『卒業生』でも、久美子共々第2楽章に登場するのみ。PC版では久美子との同時攻略は不可。PS版やSFC版では攻略不可。

### コンシューマ版オリジナルヒロイン
西御寺 静乃（さいおんじ しずの）
声：藤野かほる
PS版にオリジナルキャラとして登場。有友の父親が愛人に産ませた娘である。異母兄の有友とは違い、控えめで優しく一途な性格。しかし周りの人に気を使い過ぎるところがあるので自分を押さえつけてしまう。
山本 律子（やまもと りつこ）
声：手塚ちはる
PS版にオリジナルキャラとして登場。可憐と同じ事務所に所属しているロックシンガーで、事務所内で可憐が唯一心を開く相手でもある。
派手な外見のわりには穏やかでもあり、アイドル活動を行わず、純粋に音楽活動だけを行いたいという硬派な性格で、可憐のファンを「キャーキャー騒いでいるだけで可憐の歌を聞いていない」と、冷ややかな目で見ている。実力はあるが、その性格から事務所が面倒がって機会をあまり与えないので、ほぼ無名。
SFC版でも麻耶とのデートで音楽番組を鑑賞する際、1シーンだけ登場する。設定はPS版準拠らしく、主人公を初め観客の大半が彼女の歌を初めて聴いた旨の描写が盛り込まれている。
南雲 麻耶（なぐも まや）
SFC版に登場。如月神社の神主の孫娘で、巫女をしている。実家でもある神社で、神主を務める祖父と共に暮らしている。かつては学校に通っていたが、巫女に就くという家庭の事情から、2年生の時に中退済み。作中の台詞から、2年生半ばで如月町へ引っ越してきてそのまま中退したことが窺える。主人公曰く、「同級生になれなかった同級生」。外の自由な世界への憧れと、祖父への想いで板挟みになっている。
両親については不明だが、作中の台詞から祖父以外には身寄りが無いことが窺える。オープニングデモとボツ子のヒントでは謎の少女と呼ばれている。

### サブキャラクター
西御寺 有友（さいおんじ ありとも）
声：緑川光 / 結城比呂 / 一条和矢 / - / - / - / 河村眞人
西御寺財閥の御曹司で、恋愛を含む全てお金で解決できると思っている。主人公と様々な面で張り合おうとするライバル的存在であり、家が上流階級であることを何かと引き合いに出す一方で、どこか自信がない。恋愛の本命は唯だが、こずえや鈴木ひろ子など他の娘にも手を出し、友美やいずみにも色目を遣っている。外面が良く金持ちのため、一般女子からの人気は高い。PS版では異母妹の静乃のことを大切に思っており、静乃からも慕われている。
OVA版ではゲーム版での嫌味な部分が抑えられ、それほど偏った性格ではなくなっている。ややギャグキャラ化しながらも、芳樹と共に主人公を助けることもあるなど、悪友のような存在へ変更されており、当初は嫌い合っていたいずみとも良好な関係になった。
長岡 芳樹（ながおか よしき）
声：千葉一伸 / 同左 / 室園丈裕 / 同左 / 同左 / - / ドスラニアン
部員は自分1人という写真部の部長。肥満体かつアバタ顔に眼鏡と、オタクに対する負のイメージを具現化したような容姿をしている。加えて、趣味は女の子のパンチラ盗撮（部室には大量のパンチラ写真があり、食い込みの凄さに主人公が思わず興奮することも）で、特技は他人のプライバシー探索であることから、学園の全女生徒から激しく忌み嫌われている。また、パンチラ盗撮に全力を注ぐあまり、ターゲットとした女性を脅迫することも辞さない、極めて自己中心的な性格。ただし、芳樹にとって女性は被写体でしかなく、セックスに憧れる主人公に対し、パンチラ写真で自慰をしたほうがよいと答えている。また、自分と同様に問題児である主人公を一方的に親友呼ばわりしているが、彼からは煙たがれている。「きっついなあ」を口癖としており、それが相手を不快にさせることが多い。なおこの口癖は、『エルフオールスターズ脱衣雀』で登場した時にもしばしば口にしている。
OVA版ではゲーム版とはまるで違う前向きな性格となり、主人公や有友にからかわれたりされつつも、どこか憎めないコミカルな存在へ変更された。また、ゲーム版の口癖も発しない。
OVA版では唯と可憐のパンチラをよく狙っている。また、OVA版『卒業生』では、唯と可憐、さらに鈴木ひろ子のパンチラを激写している。
川尻 あきら（かわじり あきら）
声：石井康嗣 / 同左 / 川津泰彦 / - / - / - / 牛蛙キタロウ
主人公の親友の柔道部部員。基本的にはいたって普通の性格だが、立ち絵削減のため柔道着を普段着やスキーウェアとしても着用している。プロローグで唯に気があるような素振りを見せるが、本編冒頭で洋子に惚れていることを自覚する。テレビ番組マニアで、可憐のファンでもある。
OVA版では唯に惚れているが、九州方言で話す奥手な性格へ変更された。
天道 新幹線（てんどう しんかんせん）
声：藤原啓治 / 同左 / 江川央生 / - / - / - / 八神仙
八十八学園体育教師であり、柔道部顧問や生徒指導も担当している。専制君主的な性格で、問題児である主人公に何かと因縁をつけてくる。一目惚れした愛美を付け回すが、自分の気持ちを押しつけるばかりで相手にされない。生徒からは恐れられている一方、美鈴をはじめとする職員間の評判もあまり良くない模様。
カエルおやぢ
声：西村知道 / - / - / - / - / -
本名不明の中年サラリーマン。美佐子目当てに喫茶店に毎日通っては、彼女にしつこく言い寄る。主人公に懲らしめられた後は、駅前で車に轢かれる。SFC版では登場せず、車に轢かれる場面でのみ名前が登場する。
竜二（りゅうじ）
声：細井治 / - / - / - / - / -
名字不明。ひろ子と同じく、セブンマートのアルバイト店員であり、ひろ子がいない時間帯のローテーションを担当している。普段はロッカーをしており、勤務時間中も派手なパンクヘアやピアスをしている。
変質者（へんしつしゃ）
声：岡和男 / - / - / - / - / -
本名不明。八十八公園で唯を襲った中年男。自称ベテランらしい。
PS版ではチンピラ、SFC版では酔っぱらいという名称に変更されている。
ひかり
声：石井直子 / - / 勝生真沙子 / 同左 / 同左 / -
名字不明。可憐のマネージャーで、かなりきつい性格。可憐に接近する主人公を危険視しており、何かと妨害してくる。プロダクションの社長と関係を持っている。SS版では設定を掘り下げたエピソードが追加された。
恋愛専科版では、ゲーム版やOVA版で見せた理不尽な厳しさは緩和されている。
怒り野 ボツ子（いかりの ボツこ）
声：山崎和佳奈 / - / 橘U子 / - / - / -
奇抜な衣装で0時以降の深夜から早朝の町を徘徊する謎の女性であり、「メインキャラクターだったのに没にされた恨み」と称して攻略情報を主人公に教えてくれるお助けキャラクターである。容姿はプラットフォームによって異なっており、オリジナルでは亀甲縛りだった一方、、コンシューマ版ではリオのサンバ・カーニバルのような派手な衣装に変更された。
SFC版では主人公に対して「自分こそが真のヒロイン」だと宣言しており、没にされた恨みを晴らす専用エンディングが追加されているほか、夜な夜なおでんの屋台を引き、胸にサラシを巻いた謎のオデン屋としても登場している。暖簾で顔が見えないものの、体型やイヤリングから主人公にはボツ子だとバレているにもかかわらず、本人は頑なに否定している。こちらは遭遇するとおでんの代金と称して所持金を接収されるという、お邪魔キャラクターという位置づけにあり、所持金を接収され続けると最終的にはバッドエンドがボツ子エンドに置き換わることになる。一方でボツ子は主に早朝の町を徘徊しているが、攻略情報というよりSFC版と他機種との相違点を説明することが多い。
OVA版では第1章冒頭の一瞬と、ヒヒ親父こと鈴木社長（声：茶風林）の愛人として登場。

## 移植版
PC-FX (FX) 版
開発は前作同様、フライト・プランが担当。コンシューマ版唯一の18禁指定。
ヒロインは追加されなかったが、セックスシーンにおけるヒロインの絶頂CGや、主人公から浴びせられた精液の差分CGなどは削除されるも内容はDOS版をほぼ完全移植。CGを256色化した他、DOS版には無かった日常のリアルな効果音や声優による音声も追加。
FX用作品で初めて18禁指定を受けた作品である。
セガサターン (SS) 版
FX版を元に移植。開発はフライト・プランが担当。18歳以上推奨。
ヒロインは追加されなかったが、可憐のマネージャーであるひかりのエピソードが追加され、キャラクターを掘り下げた。本編クリア後には『卒業生』がプレイ可能。
18歳以上推奨で発売されたが、過激な性的描写は削除されている。
エンディングテーマ『春を待つ季節』
作詞：溝口功 / 作曲、編曲：大熊謙一 / 歌：松下美由紀
使用曲で唯一、CD化されていない。

PlayStation (PS) 版
移植・発売メーカーがセガサターン版とは違い、声優も一部異なる。全年齢対象。
ヒロインに静乃と律子が追加。プロローグパートクリア後にPS版オリジナルのムービーデモが収録されている。フィギュア12体が付属した『EXTRA BOX 限定版』も発売された。そのパッケージはPSで発売された限定版ソフトの中でも最大級のサイズである。フィギュアの瞳はデカールで再現するようになっている。
全年齢対象となったことで、下着が見えるCGや猥談に近い台詞は変更・改変され、登場人物をクリックすることもできなくなった。しかし、移動先に温水プールが追加されたことで一部のヒロインには水着シーンが追加された上、その一部はSFC版にも流用された。多数のヒロインに追加イベントが用意され、エンディング成立の必須フラグになっているヒロインもいる。
Windows 95 (Win 95) 版
エルフによる自社移植。BGMアレンジは与猶啓至が担当。18禁指定。
後のWin版『同級生』と同様の理由からヒロインの追加は行われなかったが、CGの256色化や声優による音声の追加が行われた以外はDOS版に極めて忠実な内容だった。本編クリア後には『卒業生』がプレイ可能。
スーパーファミコン (SFC) 版
SFCのソフト市場衰退のために一旦は発売未定となっていたが、その後に『ニンテンドウパワー』専用新作ソフト第1弾として発売された。PS版と同じく全年齢対象だが、猥談調の台詞やPS版で削除されたCGが残されているなど、表現規制についてはPS版ほど厳しくはない。PS版で追加されたCGの一部は採用されているが、追加イベントは採用されていない。
ヒロインに麻耶が追加された一方、美沙以外の年上ヒロインは全て攻略不可。他のヒロインも、一部のイベントや会話に削除や改変が施されており、美沙以外のヒロインからは告白されることも無く、美沙へは主人公から告白することができない。また、セーブファイルが最大3つまでに制限されたほか、立ち絵やBGMの削減も行われた。プロローグも2日分短くなり、1日あたりの文章量も削られたが、登下校のルートを毎回変更してそこに他機種では別の時間で行っていた会話を挟むなどして必要最低限の説明は行っている他、他機種では登場しなかった美里と愛美を登場させている。
発売当時の他家庭用機より1世代古い機種なので、グラフィックやサウンドは相応に劣っているが、ゲーム本編を選択する度に主人公の名前を入力するためプロローグからやり直さなくても主人公の名前を変更できる、睡眠を取らなくてもセーブやロードができるなど、ゲームシステムには改良が施されている。SFC版独自のイベントとして、こずえとボツ子以外のヒロインにファーストキス専用の台詞があり、二股をしないとファーストキスでない台詞を見られない。また、他機種では3%だった消費税の描写が5%に変更されている。なお、画面切り替えの暗転時、そのままもしくは砂嵐状態になってフリーズすることがままある。
他機種版がロットアップしていく中、任天堂各サービスセンターや営業所での書き換えサービスが続けられていたが、2007年2月28日をもってサービスが終了したため、以降は入手不可。
DMM版
開発はエルフが担当。DMMで独占ダウンロード販売。Windows 2000/XP/Vista対応。
Win 95版を基としてVistaへの対応化が行われ、オートスキップやオートモードなどの機能が追加された上、希望者には別途提供されるパッチファイルを当てることによって、シーン回想モードが更に追加される。本編の内容はWin 95版と同じで、一部のCGには2007年時点の規定に適合するよう、若干の手直しが施されている。なお、前作と違ってWin 95版のシナリオ自体がDOS版のままなので、ボイスもWin 95版のまま。
おまけ要素として、『卒業生』の他に、本編のパラレルストーリーである『鳴沢家の居候』や、『臭作』の主人公が読者投稿を紹介する『同臭生』を収録。『卒業生』以外はボイス無し。
同級生2リメイク
Windows版をベースとしたリメイク。

## 卒業生

### 概要（卒業生）
本作はDOS版『同級生2』のスペシャルディスク、SS版、Win 95版、DMM版にてプレイできる、本編の外伝シナリオである。
まず、起動後には『同級生2』本編のヒロインを選択する。これは、本作開始後の時系列が『同級生2』本編での告白後かつエンディング直前に位置しており、本編のヒロインがりゅうのすけとのエンディングを迎えるにあたっての心境が、三四郎とみゆきの恋模様を通じてわかるようになっているためである。
後に『同級生2』の本編と同様に、この外伝『卒業生』もOVA化された。

### キャラクター（卒業生）
声優名はSS版/OVA版の順（Win 95版/DMM版は未公表）。
三四郎（さんしろう）
声：- / 岸尾大輔
本作の主人公。名字不明。八十八学園の卒業生で、りゅうのすけ達の1年先輩に当たる。ガリ勉タイプで、在学中は一流大学に現役トップで入学するなど学園創立以来の成績を修めたが、スポーツだけは並の下で終わった身で、喧嘩も弱い。有友の家庭教師を務める一方、みゆきに密かな想いを寄せている。りゅうのすけとはちょっとした因縁あり。
榊原 みゆき（さかきばら みゆき）
声：皆口裕子 / 水沢潤 / みたかりん（同級生2リメイク）
本作のヒロインで、三四郎が想いを寄せる相手である。白薔薇音楽院2年生。有友にピアノを教える他、いずみ達の家庭教師を受け持っている。その端麗な容姿と優しい性格で、後輩の皆からは良き先輩と慕われている。

## OVA版
前作同様、ケイエスエスがピンクパイナップルレーベルで製作し、1996年3月22日に第1章が発売された。当初は全9章の予定で制作されて物語も一応の完結を見るが、売上が好調なために全12章へ延長。その後、外伝として『卒業生』の全3楽章が制作された。
基本的には原作に沿った内容を15禁（R指定）で制作していたが、当時は15禁・18禁OVA市場がバブル期にあったことから、性描写を一切盛り込まずにシナリオを重視して描くという新たな試みも導入され、その方針によりシリーズ中数章が一般向けとして制作された。なお、『卒業生』は全巻が一般向けとして制作されている。
また、1998年7月から8月にかけての9週に渡り、第1章から第9章までの性的描写を全てカットした再編集版が、UHFアニメとして深夜枠で放映された。アダルトゲーム原作のUHFアニメとしては、地上波で放送された初の作品でもある。また、このUHFアニメ化に際し、オープニングテーマが『色づく頃に…』（作詞 - 山崎明子 / 作曲 - 岡崎律子 / 編曲 - 淡野保昌 / 歌 - 橘 ひかり）に差し替えられた。
更には外伝の『卒業生』も、OVA版『同級生2』の売上が好調だったことから、1999年に『同級生2 Special 卒業生』のタイトルでOVA化された。一般作でありながらお色気シーン満載。

### キャラクター

#### 『同級生2』
諸岡 わたる（もろおか わたる）
声：岩田光央
第3話に登場する、前作の主人公。現在交際している恋人と喧嘩中らしい。

#### 『同級生2 Special 卒業生』
気分屋
声：古山きみこ
着ぐるみを来た少女。占い師などに扮し、三四郎の恋路を後押しする。
洋介
声：酒井哲也
みゆきの元彼氏。お嬢様育ちのみゆきは強引な部分に魅力を感じていたが、みゆきの都合を考えない洋介に別れを切り出していた。
洋介の彼女
声：星野千寿子（ゲスト出演）
相手の都合に合わせることも恋愛だとして、みゆきの恋愛観を非難する。

### 放送局
出典
| 放送地域 | 放送局           | 放送日付 | 放送時間           | 放送区分  |
| -------- | ---------------- | -------- | ------------------ | --------- |
| 兵庫県   | サンテレビ       |          | 木曜 24:35 - 25:05 | 独立UHF系 |
| 京都府   | KBS京都          |          | 火曜 24:00 - 24:30 | 独立UHF系 |
| 神奈川県 | TVK              |          | 火曜 24:40 - 25:10 | 独立UHF系 |
| 千葉県   | 千葉テレビ       |          | 木曜 24:30 - 25:00 | 独立UHF系 |
| 埼玉県   | テレビ埼玉       |          | 日曜 24:00 - 24:30 | 独立UHF系 |
| 愛知県   | テレビ愛知       |          | 月曜 26:00 - 26:30 | TXN系     |
| 福岡県   | TXN九州          |          | 月曜 25:40 - 26:10 | TXN系     |
| 北海道   | テレビ北海道     |          | 木曜 25:30 - 26:00 | TXN系     |
| 広島県   | 広島ホームテレビ |          | 土曜 25:40 - 26:10 | ANN系     |
| 静岡県   | 静岡放送         |          | 火曜 25:30 - 26:00 | JNN系     |
| 新潟県   | 新潟放送         |          | 木曜 25:25 - 25:55 | JNN系     |
| 日本全国 | AT-X             |          |                    | CS放送    |

### スタッフ
- 監督：杜野幼青、さかいあきお（『卒業生』のみ）
- 脚本：影山楙倫、ももいあきら（『卒業生』のみ）
- プロデューサー：乱交太郎
- スーパーバイザー：Dr.POCHI
- キャラクター原案：竹井正樹
- キャラクターデザイン：りんしん、広田正志、さかいあきお（『卒業生』のみ）
- 作画監督：りんしん、広田正志、山元浩、高木信一郎、さかいあきお、渡辺和男
- 音楽：TORSTEN RASCH
- 音響監督：鶴岡陽太
- 美術監督：池端茂
- 色彩設定：つだあつこ
- アニメーション制作：Triple X、PPプロジェクト、IMAGIN（『卒業生』のみ）
- 製作：ケイエスエス、ピンクパイナップル、ケイエスエスエムイー

### 主題歌

#### 卒業生
エンディングテーマ 「すき」
作詞・曲 - 藤井千尋 ／編曲 - 佐々木章／歌 - 寺田はるひ

### サブタイトル
『同級生2』
1. 桜の舞うころ…（1996年3月22日発売）
2. 初夏・雨上がり…（1996年6月28日発売）
3. 夏・別れ・そして…（1996年9月27日発売）
4. 秋・枯葉の季節に…（1996年12月24日発売）
5. ホワイト・クリスマス（1997年3月28日発売）
6. 心もよう、くもりのち…（1997年6月27日発売）
7. さよなら…いつまでも…（1997年9月26日発売）
8. それぞれの春 そして…（1997年12月19日発売）
9. 刻の流れに…（1998年2月27日発売）
10. 出会い、そして…（1998年6月26日発売）
11. 夢、それから…（1998年9月25日発売）
12. 兄妹…それとも…（1998年12月18日発売）

『同級生2 Special 卒業生』
1. みゆきと可憐のオトコの度胸（1999年08月27日発売）
2. みのりと友美と温泉旅行（1999年11月26日発売）
3. プールと告白とサクラサク!?（2000年2月25日発売）

## 関連書籍
同級生2完全ガイド
辰巳出版より発行。前作の『同級生原画集』同様、竹井正樹によるカラー原画を収録している他、ゲーム本編の解説や攻略法、スタッフインタビューも掲載している。なお、他機種よりも内容に変更点の多いPS版については、同じく辰巳出版から専用攻略本が発売された。
パーフェクトコレクションシリーズ「同級生2」
ケイエスエスより発行。『1st step』と『2nd step』の全2冊。前作の『パーフェクトコレクションシリーズ「同級生」』同様、OVA版の解説やキャラクター設定を掲載。ただし、取り扱っているのは第10章まで。

## 関連商品
スペシャルディスク
DOS版のパッケージに入っている応募用紙で購入できた特典ソフト。外伝シナリオ『卒業生』、本編とは全く異なるパラレルワールドを舞台とした『鳴沢家の居候』、当時のエルフ広報社員が進行する特別編『マハ〜トの世界』のミニアドベンチャーゲーム3本がプレイできる他、ボツ子による本編の攻略コーナーもあった。
『卒業生』はSS版とWin 95版とDMM版、『鳴沢家の居候』はDMM版にも含まれている。
オルゴール
劇中の杉本桜子のエピソードで出てくるメロディが流れる。エルフより制作・発売された。
ポスタードリーム
バンプレストより制作・発売されたプライズゲームマシン。3桁のデジタル数字のスロットが付いており、コインを入れると数字が回転し始める。頃合いを見計らって各数字の下に並んだボタンを押し、回転を止めた際に同じ数字が揃えば、ポスターが出てくる。『同級生』とカップリングのポスターが入手できた。
また、『下級生』にはゲームセンターで遊べるミニゲームとして収録されており、『同級生』と『同級生2』のカップリングポスターを入手可能となっている。Win版『同級生2』では、『下級生』のポスターが入手できるようになった。ポスターの絵柄には、実物と同じ物が使われている。
八十八学園女子制服
エルフオフィシャルファンクラブにて数量限定生産（Mサイズのみ500着）された。

## 制作

### 制作（リメイク）
リメイク版のプロデューサーのヤスは発売前の「BugBug」とのインタビューの中で、前作『同級生リメイク』では、原作を知らないユーザーからHシーンが乏しいとの指摘を受けたと話しており、『同級生2リメイク』ではその反省を活かしたと述べている。前作同様キャラクターデザインはすめらぎ琥珀が担当しており、原作の魅力とすめらぎの魅力の相乗効果によって質の高いグラフィックを用意できたと、ヤスは発売前の「BugBug」によるインタビューの中で語っている。また、『同級生リメイク』では原作に合わせてポイント・アンド・クリックを導入したところ不評だったことから、通常のノベル形式のHシーンも採用した。

#### キャスティング
キャストは、キャラクターのイメージとの兼ね合いを基準に選定された。それに加え、『同級生2リメイク』では複雑な感情表現が多いことから、そのような演技を得意とする者が選ばれた。一方、過去の移植版における演技を『同級生2リメイク』の演者に意識させる指示はなかった。とはいえ、鳴沢 美佐子役の葵時緒によると、キャストの中には前任者の演技を意識した結果、収録が難航した例もあったという。
メインヒロインの鳴沢唯に抜擢された秋野花はもともと妹系ヒロインの役を多く演じることで知られているが、ヤスは秋野の過去の実績はあまり考慮しておらず、サンプルボイスを聞いたうえで選定したと発売前の「BugBug」によるインタビューの中で説明している。秋野本人は2024年の「BugBug」によるインタビューの中で、移植版ごとに声優が異なる分だけ作品の存在感が大きくプレッシャーも大きいと話しており、どうしてもキャラクターの声が変わることに対する複雑な思いを考えてしまうとも述べている。
一方、篠原いずみ役には、『夜勤病棟リメイク』で児玉ひかるを演じた鶴屋春人が起用された。鶴屋も2024年の「BugBug」とのインタビューの中で秋野と同様のプレッシャーがあったことを認めており、キャラクターの資料を見て安心できたと話しているほか、FG REMAKE側からも過去の演者を意識しなくてよいといわれたことも励みになったという。

## 反響
『BEEP秋葉原店』のプロデューサーを務めるRF丸山が、「フライデー」に語ったところによると、当時多数存在したパソコン向けのゲーム雑誌では本作の記事一色だったという。またRF丸山によると、当時のコンピュータゲームに登場するキャラクターの制服はセーラー服またはブレザーのいずれかだったが、本作ではタータンチェックを基調とした独自のデザインが採用されており、以降の作品においてもオリジナルデザインの制服が採用されたと述べている。

### 特定のキャラクターに対する反響
メインヒロインの鳴沢唯は、主人公とは血縁関係のない「妹分」でありながらも、「お兄ちゃん」という呼び方から、ファンの間で反響を呼んだ。
登場人物の一人である杉本桜子は、隠しキャラクターに近い扱いだったが、シナリオの出来からメインヒロインの唯と人気を二分する存在となる。更には、退院直後の言動が3年も入院していたと思えないほど健康的なため、Keyの『Kanon』の美坂栞と並ぶ、摩訶不思議な生命力を持った病弱キャラクターとしても知られるようになった。
一方で、美佐子は年齢が不明で容姿もあまりに若いことから、DOS版発売直後のゲーム雑誌やパソコン通信では彼女の年齢や、娘の唯との血縁関係を問う声もあった。

### 日本国外における反響
本作は、台湾のゲームメーカー・歡樂盒より、MS-DOS用の完全中国語版が発売された。IGNの歐陽宇亮によると、彼女が当時住んでいた香港において本作が「日本では初めて男と女の垣根を超越して普遍的人気を獲得した美少女ゲーム」として知られていたとされている。

### 評価
オリジナル版に対する評価
IGNの歐陽宇亮は、本作について、香港に住んでいた自分にとって異国情緒あふれる作品だと評し、キャラクターたちも魅力的だったと話している。歐陽はサブキャラクター群についても言及しており、ボツ子の奇抜な姿には驚いたとも述べている。
リメイク版に対する評価
「BugBug」のライター・黒い白馬は、原画が竹井正樹からすめらぎ琥珀に変わった分、印象が大幅に変わっているが、基本的には原作に忠実なリメイクだと評しており、個人的には家庭用ゲーム機版で追加されたイベントがあってもよかったと思いつつも、そこは好みの問題だろうとしている。